# 銀鮻
銀鮻（學名：Planiliza argentea）為輻鰭魚綱鯔形目鯔科的其中一種，分布於澳洲淡水、鹹水水域，體長可達45公分，棲息在沿岸海域及河口，成群活動，以藻類及小型甲殼類為食，可做為食用魚。

## 擴展閱讀
維基物種上的相關：銀鮻